# Sphaerotheca swani
Sphaerotheca swani là một loài ếch thuộc họ Ranidae.
Đây là loài đặc hữu của Nepal.
Môi trường sống tự nhiên của chúng là đầm nước.